# Muhammad Nadeem (Leichtathlet)
Muhammad Nadeem (* 10. September 1995) ist ein pakistanischer Leichtathlet, der sowohl im 400-Meter-Lauf und Hürdenlauf antritt.

## Sportliche Laufbahn
Erste internationale Erfahrungen sammelte Muhammad Nadeem bei den Hallenasienmeisterschaften 2018 in Teheran, bei denen er über 400 Meter mit 49,94 s im Vorlauf ausschied. Im August nahm er erstmals an den Asienspielen in Jakarta teil und wurde mit der Staffel in 3:08,87 min Achter und schied im Einzelbewerb in 48,97 s im Halbfinale aus. Im Jahr darauf siegte er ursprünglich bei den Südasienspielen in Kathmandu in 14,30 s im 110-Meter-Hürdenlauf, wurde aber nachträglich des Dopings überführt und daraufhin sein Titel aberkannt.
2018 wurde Nadeem Pakistanischer Meister mit der 4-mal-400-Meter-Staffel.

## Persönliche Bestleistungen
- 400 Meter: 48,97 s, 25. August 2018 in Jakarta
  - 400 Meter (Halle): 48,71 s, 10. Januar 2018 in Islamabad
- 110 m Hürden: 13,8 s, 14. November 2019 in Peschawar
- 400 m Hürden: 52,19 s, 17. November 2018 in Islamabad